# Pseudeurotium
Pseudeurotium är ett släkte av svampar. Enligt Catalogue of Life ingår Pseudeurotium i familjen Pseudeurotiaceae, klassen Dothideomycetes, divisionen sporsäcksvampar och riket svampar, men enligt Dyntaxa är tillhörigheten istället familjen Pseudeurotiaceae, klassen Leotiomycetes, divisionen sporsäcksvampar och riket svampar.
|               | Pleuroascus |
|               | |
|               | Pseudogymnoascus |
|               | |
|               | Connersia |
|               | |
| Pseudeurotium | \| \| Pseudeurotium zonatum \| \| \| \| \| \| Pseudeurotium desertorum \| \| \| \| \| \| Pseudeurotium bakeri \| \| \| \| \| \| Pseudeurotium ovale \| \| \| \| |
|               | \| \| Pseudeurotium zonatum \| \| \| \| \| \| Pseudeurotium desertorum \| \| \| \| \| \| Pseudeurotium bakeri \| \| \| \| \| \| Pseudeurotium ovale \| \| \| \| |
|               | Teberdinia |
|               | |
|               | Leuconeurospora |
|               | |
|               | Pseudeurotium zonatum |
|               | |
|               | Pseudeurotium desertorum |
|               | |
|               | Pseudeurotium bakeri |
|               | |
|               | Pseudeurotium ovale |
|               | |

|  | Pseudeurotium zonatum    |
|  |                          |
|  | Pseudeurotium desertorum |
|  |                          |
|  | Pseudeurotium bakeri     |
|  |                          |
|  | Pseudeurotium ovale      |
|  |                          |